# Kaiserschmarrn
Os Kaiserschmarrn (singular "der Kaiserschmarrn" e plural "die Kaiserschmarrn") são um prato típico da doçaria austríaca. Consistem numa massa frita na frigideira (com farinha, ovos, açúcar, leite, manteiga, casca de limão e passas), servida aos bocados pequenos.

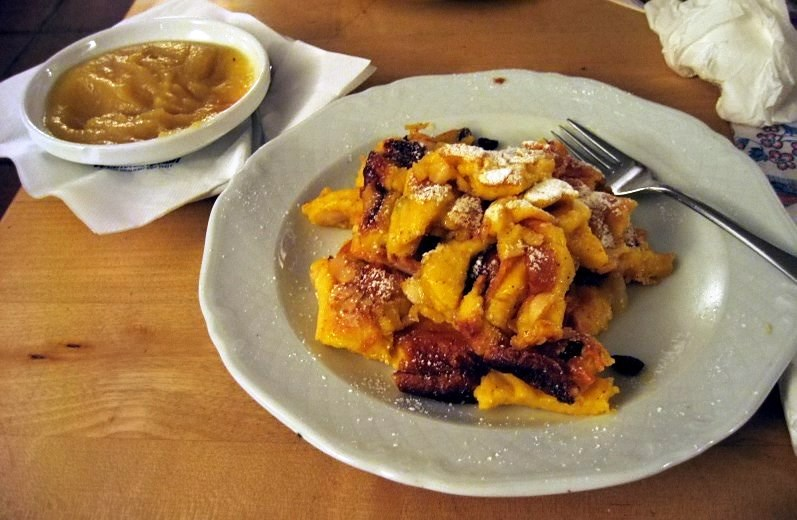
Kaiserschmarrn com molho de maçã (em cima à esquerda).

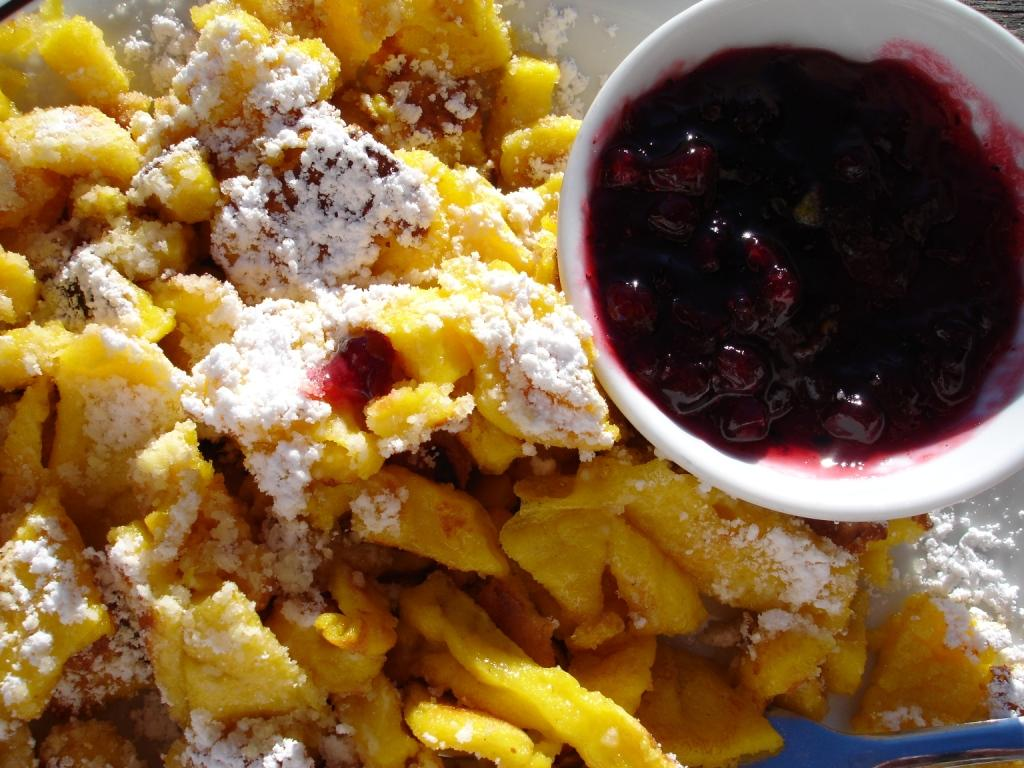
Kaiserschmarrn com doce de amora alpina

## Lenda
Existe uma lenda segundo a qual o imperador Francisco José (Kaiser, em Alemão) estava caçando e de súbito se viu perdido no meio da floresta. Uma camponesa com pena do imperador ofereceu-lhe um schmarrn mal cozido, para que ele não morresse de fome.
Contudo, é mais provável, segundo os especialistas em gastronomia, que se tratasse inicialmente de uma Käserschmarrn (onde Käser significa "queijeira", em Alemão) e que esse nome posteriormente se tenha enobrecido.

## Ingredientes[1]
- 5 ovos (claras em neve)
- 80 gr de açúcar
- 250 gr de farinha
- 125 ml de leite
- 60 gr de manteiga
- sal (1 pitada)
- raspas da casca de meio limão
- 100 gr de passas
- gordura para fritar

## Modo de Fazer
Bater as gemas e o açúcar até ficar espumoso, acrescentar a farinha e o leite aos poucos, sem parar de bater. Juntar então a manteiga derretida e o  o sal. 
Desligar a batedeira e misturar delicadamente as raspas da casca de limão, as passas (hidrate antes em água morna) e, por fim, as claras batidas em neve. Frite em gordura quente, dourando dos dois lados - coloque a quantidade de massa até 1cm abaixo da borda da frigideira; não faça no forno ou air fryer que ficará ressecado; a gordura usada para fritar é também um ingrediente da receita.
Cortar em pedaços e polvilhar com açúcar. Servir com geleia ou compota de sua preferência (ou até com doce de leite, numa versão bem "abrasileirada"...)  -  é um ótimo acompanhamento para um chá quente.